# АЭС Вандельос
АЭС Вандельос (исп. Central nuclear de Vandellós) — атомная электростанция, расположенная в небольшом испанском городе Вандельос (муниципалитет Вандельос-и-ла-Оспиталет-дель-Инфант), недалеко от перевала Колл де Балагер в Каталонии. Станция принадлежит компаниям Endesa (72% акций) и Iberdrola (28%).
В состав АЭС входит два энергоблока: 1-й мощностью 508 МВт (графито-газовый) и 2-й мощностью 1080 МВт (водо-водяной). Блок 1 был закрыт 31 июля 1990 года вследствие пожара, произошедшего в октябре 1989 года.

## Конструкция
Блок 1 — единственный в Испании с графито-газовым реактором, французским UNGG. Поставщиком ЯППУ стал Комиссариат атомной энергетики. Электрическая мощность около 500 МВт. ЯППУ имела интегральную компоновку, активная зона, газодувки для прокачки теплоносителя и парогенераторы находились в едином объёме корпуса реактора из предварительно-напряжённого железобетона.
Блок 2 оснащён трёхпетлевым водо-водяным реактором (Westinghouse 3-loop PWR) компании Westinghouse. Турбину поставлял также Westinghouse, в 1999 году она претерпела серьёзнейшую модернизацию, выполненную Mitsubishi Heavy Industries, в результате чего электрическая мощность энергоблока выросла с примерно 1000 до 1080 МВт.

## Инциденты

### Блок 1
В турбинном отделении 19 октября 1989 года произошёл серьёзный пожар, позже оценённый по шкале INES как «серьезный инцидент» (3 уровень), радиоактивные выбросы в окружающую среду при этом отсутствовали. Инцидент начался с разрушения одной из лопаток турбины, что привело к её сильнейшей вибрации, возгоранию турбинного масла и водорода, охлаждающего турбогенератор. Огонь быстро распространился по кабельным проходкам, уничтожая электрокабели и промышленные сети как систем нормальной эксплуатации, так и аварийных систем (в этом сыграла роль непродуманная трассировка кабелей различных систем, физически не разделённых между собой), что вызвало многочисленные отказы различного оборудования, важного для безопасности, и сделало невозможным дистанционное управление системами отвода остаточного тепловыделения. Кроме воды от пожарных, заливавших машинный зал, вода в больших количествах поступала от повреждённых огнём пожаронезащищённых соединительных частей трубопроводов технической воды, охлаждающей конденсатор турбины. В результате большие объёмы воды затопили насосы аварийного отвода остаточного тепловыделения, которые также не были физически разделены между собой. Лишь эффективные действия, предпринятые персоналом станции, по использованию минимального количества средств обеспечения безопасности, спасли реактор от перегрева и повреждения ядерного топлива.
Инцидент имел большое влияние на проектировщиков АЭС во всём мире, извлёкших многочисленные уроки из этого события, что привело к пересмотру многих вопросов пожарозащиты станций. Также инцидент оказал серьёзное негативное влияние на общественное мнение в Испании в сфере строительства АЭС.
Рассмотрение мер по восстановлению повреждённого оборудования и обеспечению гарантированного уровня дальнейшей безопасной эксплуатации привели к выводу о нецелесообразности дальнейшей работы энергоблока. Было принято решение о его закрытии и поэтапном выводе из эксплуатации. С 1990 по 1997 год было полностью выгружено и вывезено со станции ядерное топливо, дезактивирована графитовая кладка, переработаны радиоактивные отходы. Второй этап проходил с 1998 по 2003 год, были дезактивированы и демонтированы большинство сооружений энергоблока. Нетронутым остались лишь внутренняя часть реактора и фундамент блока. Стоимость работ составила 94 млн €. Дальнейшие работы по полному демонтажу планируется начать через 30 лет, когда активность оборудования снизится до 5% от начальной, что сделает работы значительно более технически простыми и дешёвыми.

### Блок 2
25 августа 2004 года на блоке 2 произошёл инцидент. В результате плохого коррозионного состояния трубопроводов, в одном из двух каналов системы технического водоснабжения ответственных потребителей (то есть систем, в том числе аварийных, не допускающих перерывов в водоснабжении) возникла серьёзная течь, канал системы пришлось отключить. Заработал другой, идентичный, канал, однако в случае гипотетической аварии резервирования у него уже не было бы. Строгие требования нормативных документов не допускают работу в таком состоянии, поэтому блок был остановлен. Инциденту был присвоен 2 уровень по шкале INES («Инцидент с серьёзными отказами в средствах обеспечения безопасности»). 
Инцидент повлёк за собой множество корректирующих организационных и технических мероприятий. Система технического водоснабжения, ранее базировавшаяся на забираемой из моря воды, была заменена на оборотную замкнутую систему с пресной водой, охлаждаемой градирнями.

## Фотографии

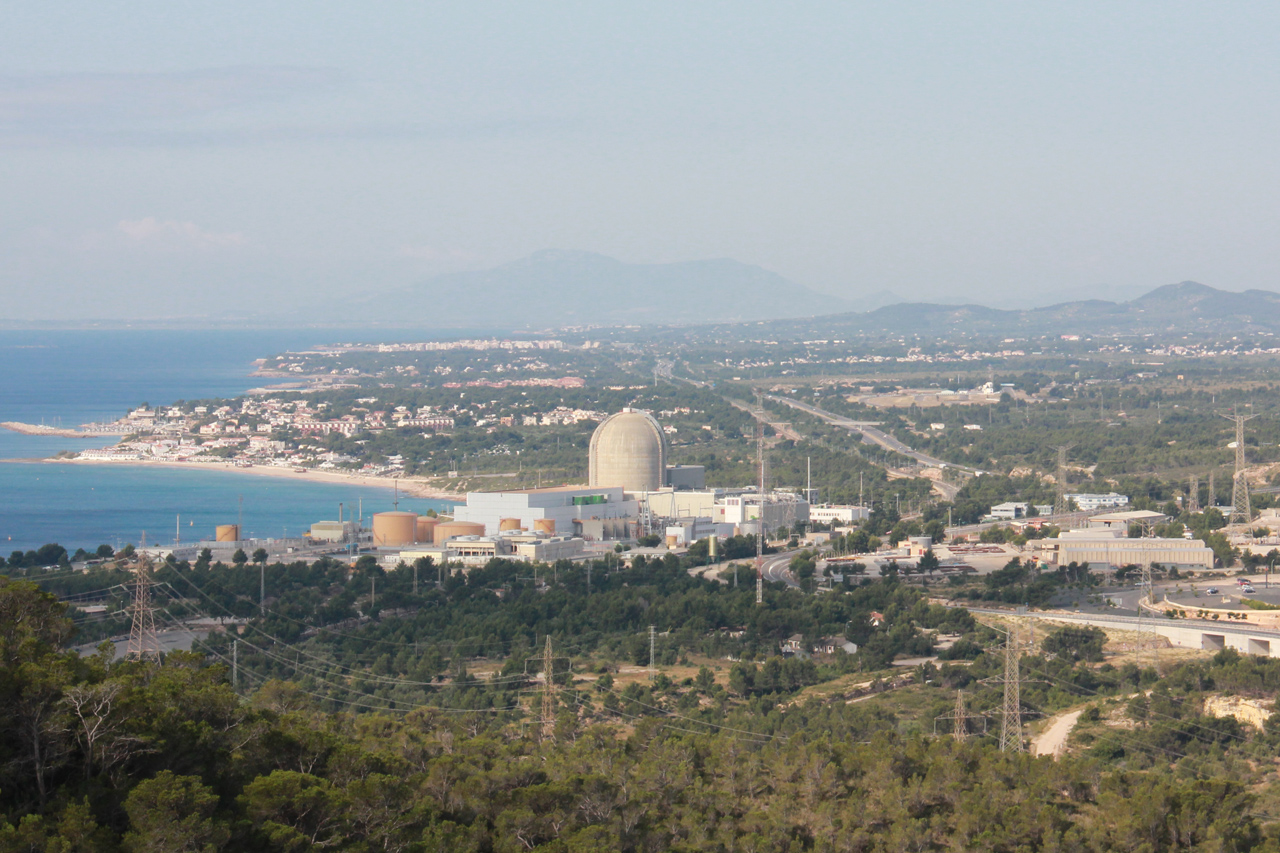
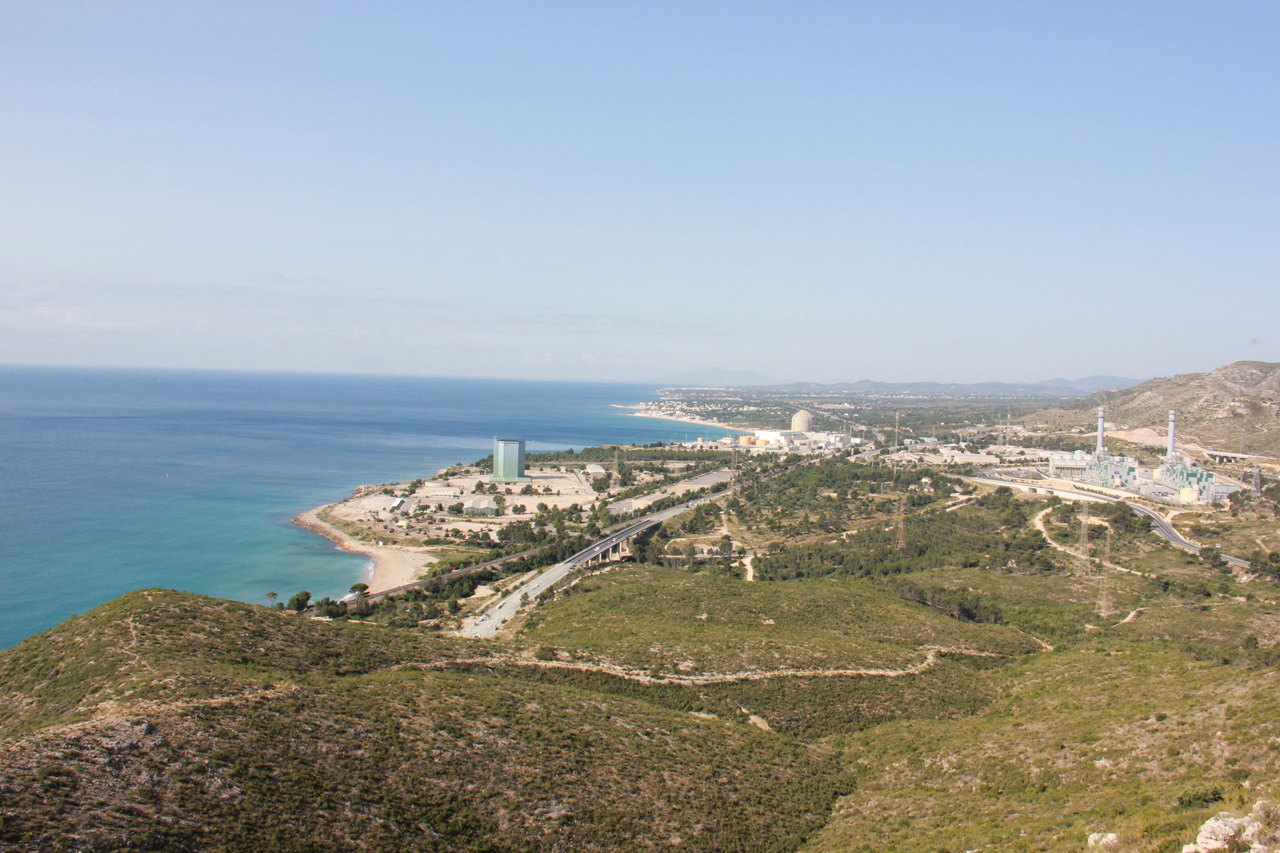

## Информация об энергоблоках
| Энергоблок  | Тип реакторов | Мощность | Мощность | Начало строительства | Энергетический пуск | Ввод в эксплуатацию | Закрытие   |
| Энергоблок  | Тип реакторов | В сеть   | Брутто   | Начало строительства | Энергетический пуск | Ввод в эксплуатацию | Закрытие   |
| ----------- | ------------- | -------- | -------- | -------------------- | ------------------- | ------------------- | ---------- |
| Вандельос-1 | GCR           | 480 МВт  | 500 МВт  | 21.06.1968           | 06.05.1972          | 02.08.1972          | 31.07.1990 |
| Вандельос-2 | PWR           | 930 МВт  | 1087 МВт | 29.12.1980           | 12.12.1987          | 08.03.1988          |            |